# Stanisław Błeszyński
Stanisław Błeszyński (ur. 13 sierpnia 1927 w Krakowie, zm. 24 grudnia 1969 w okolicy Bonn) – polski lepidopterolog specjalizujący się w badaniach motyli z rodziny wachlarzykowatych (Crambidae).

## Życiorys
W 1952 roku ukończył studia magisterskie na Uniwersytecie Jagiellońskim w Krakowie, na tejże uczelni kontynuował studia doktoranckie, które ukończył w 1958 roku. W 1962 roku habilitował się na Uniwersytecie Marii Curie-Skłodowskiej w Lublinie.
Od 1945 był związany z Instytutem Systematyki i Ewolucji Zwierząt Polskiej Akademii Nauk, gdzie w latach 1958–1967 był kierownikiem Pracowni Owadów. W 1953 roku był sekretarzem w pierwszym zarządzie krakowskiego oddziału Polskiego Towarzystwa Entomologicznego. Od 1967 pracował w Zoologisches Forschungsinstitut und Museum Alexander Koenig w Bonn. Zmarł po wypadku samochodowym 24 grudnia 1969, został pochowany w Republice Federalnej Niemiec.

## Działalność naukowa
Zajmował się systematyką i taksonomią Crambinae (Pyralidae) oraz faunistyką motyli Polski. Opisał kilkadziesiąt nowych taksonów na szczeblu rodzaju oraz kilkaset nowych na szczeblu gatunku. Wydał ponad 60 publikacji, w większości poświęconych Crambinae, a także klucze do oznaczania wybranych rodzin motyli oraz opracowania faunistyczne tychże z rejonu Małopolski. Motyle Małopolski, które zbierał w latach 1942–1960 weszły do kolekcji Muzeum Przyrodniczego Instytutu Systematyki i Ewolucji Zwierząt PAN w Krakowie lub Stacji Ochrony Lasów Górskich Instytutu Badawczego Leśnictwa.

## Upamiętnienie
Jeden rodzaj oraz kilka gatunków motyli zostało nazwanych na cześć Stanisława Błeszyńskiego, w tym Agryphila bleszynskiella Amsel, 1961; Japonichilo bleszynskii Okano, 1962; Euchromius bleszynskiellus Popescu-Gorj, 1964 i Euchromius bleszynskii Roesler, 1975. W 1961 roku Lattin nadał rodzajowi Crambopsis (nazwa, która była już wcześniej używana) nową nazwę Bleszynskia (później zmieniona na Angustalius).